# Асваран
Асваран (једн. Асвар), који се такође наводи као Асбаран и Саваран, био је коњичка јединица која је чинила окосницу војске Сасанидског царства. Обезбеђивала их је аристократија, били су оклопљени а постројавали су се од стрелаца до катафраката.

## Етимологија
Реч долази од староперсијске речи асабара (од аса- и бар, често коришћени ахеменидски војни технички израз). Следе разне друге варијанте те речи; на партском асбар, средњеперсијском аспабарак, класичном персијском сувар (سوار), усвар / исвар (اسوار), савременом персијском савар (سوار). Арапска реч асавира (اساورة), која се користи за означавање одређеног дела сасанидске коњице после муслиманског освајања, и она је је сломљени облик множине средњеперсијског асвара. Међутим, реч асвар у средњepерsијској литератури значи само "коњаник", а више специјализовано значење има само касни арапски израз. У сасанидским натписима, формула асп уд мард (логографски написан на средњеперсијски као СВСИА В ГБРА и партском као СВСИН В ГБРИН; буквално "коњ и човек") обично се користила за заједничко позивање на коњицу и пешадију војске.

## Организација
Систем који распршује војнике на имања изван главне борбене сезоне успорава мобилизацију и ограничава могућности за вежбу јединица, али такође пружа могућност да на лицу места  одговори на локалне устанке, побуне или упаде. Штавише, ефикасније користи ресурсе, јер је много јефтиније преместити коњаника са 3000 kg зрна и сена него радити обрнуто.

Асваран су претежно сачињавале иранске аристократе из вузургана и азадана,  а чланови особља су били од раније. Након реформи Хозроја I, у ову јединицу уврштени су и ратници из класе дехкан. 
Асбаран је често приказиван као пример за постојање феудализма у Ирану од стране модерних научника, који их једноставно називају или кевалиер-ом, витезом или ритер-ом. Према историчарима попут Кристенсена и Виденгрена, асбар је имао исти статус као витез. Међутим, иако асбарани и витез у многим деловима међусобно личе једни на друге, економска улога и историјска улога витеза је веома различита у поређењу с улогом асбарана у Сасанидском царству, због чега је погрешно назвати асбарана витезом.
Највећа плата за сваког коњаника била је 4.000 дирхама.

## Оружје, оклоп и тактике
Асварани су носили оклоп од верига и постројавали се од стрелаца до катафраката. У описима се каже да су се одликовали храброшћу, тактиком и етиком Сасанида. Били су изузетно добри у појединачним борбама током битака (мард о-мард), јахали су на слоновима и коњима, а њихова храброст била је препозната украсним амблемима. Титуле попут хазармард ("чија је снага једнака хиљаду људи"), зих асбар ("супериорни јахач") и пахлаван-и гехан ("херој / првак света") били су њихови епитети. На стрелама су записивали име сасанидског цара и њихових вредних чланова породице као добар знак. Они су у стреличарству надмашили друге у толикој мери да су каснији писци помислили да су увели професију. Били су супериорни и без премца у професији, што су чак признали и њихови непријатељи. Савремени римски писци, укључујући Амијан Маркелин, запазили су главну ефикасност сасанидске коњице, а Римљане је навела да усвоје аспекте сасанидске коњице, укључујући оружје, оклоп и технике.

### Оклоп
... све  чете су биле обучене у гвожђе, а сви делови њихових тела били су прекривени дебелим плочама, тако намештеним да су чврсти зглобови били у складу са онима на њиховим удовима; а облици људских лица били су тако вешто намештени на њиховим главама, да су, пошто им је цело тело прекривено металом, стреле које су падале на њих могле да се смештају само тамо где су се мало виделе кроз сићушне отворе насупрот зеници ока, или где кроз врх носа могли су мало удахну. Од ових  који су били наоружани копљима стајали су тако непомично да би помислили да их брзо држе стезаљкама од бронзе. "

Амијан Маркелинов опис асбарана
Асбарани су током овог раног периода имали много тога заједничког са њиховим патрским (Арсакидским) претходницима, од којих би већина носила оклопну хаљину са дугим рукавима и капама покривеним оклопним крљуштима или, ређе, наткривеном панциром. Њихове кациге, типа Спанген, биле би прилагођаване током читавог сасанидског периода. Такође су коњи вероватно имали оклопљене груди и главе, који су се састојали од прегаче и главе, или потпуну заштиту тела која се састоји од пет засебних комада, направљених од куване коже или оклопа од крљушти. Неке јединице асбарана, као што су плаћеници, можда су носиле мало или нимало оклопа, што им је омогућавало да буду прилично брзи, тихи и покретни.

### Спанген
Кациге Спанген које су у борби носили припадници асбаранских јединица развијале су се кроз векове. Током периода од 3. до 6. века Сасанског царства, Спанген је вероватно био направљен од филца и стврднуте коже. Међутим, до краја 6. / почетка 7. века били су украшени цвећем и љубичастом куглицом са маилом и малим површинама кроз које може да се дише и гледа.

### Наоружање
Коњица Асбарана била је наоружана разним оружјем. Користило су традиционално тешко коњичко оружје, попут буздована, копља и мачева, као и разна друга оружја, попут секира. Коњица Асбарана није, међутим, била ограничена на оружје кратког домета, јер су често носили оружје попут лука и стреле.
Либаније је у наоружање сасанидске коњице набројао стреле, сабље (скимари?), копља, мачеве и "копље за које су требале обе руке".</ref> Вођица са стрелом навак коришћена је за избацивање стрела дужине 10-40 cm.
За време војних реформи Хозроја I под Бабаком, написан је "списак" опреме за коњицу. Према арапским и персијским изворима из исламског периода, делови опреме (средњeперсијски: зен) за обичног сасанидског коњаника били су следећи:
| Опрема                                      | на средњеперсијском                             | на персијском                                | Белешке                                         |
| ------------------------------------------- | ----------------------------------------------- | -------------------------------------------- | ----------------------------------------------- |
| Шлем                                        | tlg (targ)                                      | ترگ (targ), خود (xōd)                        |                                                 |
| Горжет                                      | glywpʾn' (grīwbān)                              |                                              |                                                 |
| Нагрудник / ламеларни оклоп / cuirass       |                                                 | زره (zirih)                                  |                                                 |
| крљушни оклоп / оклопна кошуља              |                                                 | جوشن (jawšan)                                |                                                 |
| Рикавица, челична                           | ʾp̄dst' (abdast)                                 | ساعدین (sā'idayn)                            |                                                 |
| Опасач                                      | kml (kamar)                                     | کمر (kamar)                                  |                                                 |
| Оклопне плоче за ноге као штитници за бедра | rān-band                                        | ران‌بند (rān-band)                            |                                                 |
| Коњски оклоп, метални или кожни             | zynʾp̄cʾl (zēn-abzār), tiğfāf, bargustuwān, silī | زین‌افزار (zīn-afzār), برگستوان (bargustuwān) |                                                 |
| Копље                                       | nyck' (nēzag)                                   | نیزه (nayza)                                 | 1 сваки.                                        |
| Мач                                         | šmšyl (šamšēr)                                  | شمشیر (šamšēr)                               | 1 сваки.                                        |
| Штит                                        | spl (spar)                                      | سپر (sipar)                                  | 1 сваки.                                        |
| Бојна секира                                |                                                 | تبرزین (tabarzīn)                            |                                                 |
| Буздован                                    | wlz (warz, wazr), gt' (gad)                     | گرز (gurz), عمود (amūd)                      |                                                 |
| Бук са тоболцем                             |                                                 | کمان‌دان (kamān-dān)                          |                                                 |
| Персијско-партски лук (са тетивом)          | kmʾn' (kamān)                                   | کمان (kamān)                                 | 2 сваки.                                        |
| Тоболац                                     | kntgl (kantigr)                                 | تیردان (tīr-dān)                             |                                                 |
| Стреле                                      | HTYA (tigr)                                     | تیر (tīr)                                    | 30 сваки.                                       |
| Тетива за лук (резервна)                    | zyh (zīh)                                       | زه (zih)                                     | 2 сваки. Били су запетљани и висили низ кацигу. |
| Копље / копље                               | sl (sel)                                        |                                              |                                                 |
| Ласо                                        |                                                 | کمند (kamand)                                | По неким изворима.                              |
| Праћка са камењем                           |                                                 | فلاخن (falāxan)                              | По неким изворима.                              |

Сасанидско копље било је засновано  на партском конту дугом 12 ft (3,7 m) који је имао чечично сечиво налик мачу.
Маске за лице коришћене су најраније од IV века нове ере.
Коњски оклоп прекривао је торзо (са овалним отвором за седиште јахача), као и главу и врат. Пошто узенгије још увек нису биле измишљене, јахачи су ради своје стабилности ослањали на седло са дизајном "четири рога". Сасанидска коњица се више ослањала на маневарску способност у односу на своје партске претходнике.

Каснији асваран је наводно такође користио уређај зван панџаган који је наводно могао да испали плотун од пет стрела.

## Застава
Свака асбаранска јединица имала је Драфш или хералдички стандард. Они би често укључивали легендарна створења и животиње. Те животиње су укључивале слонове, коње, медведа, лавове, јелене (аху); они су такође укључивали зороастријска митолошка створења као што су Башкуч и војска асбарана је такође имала, Дерафш Кавиани као своју заставу.
Неки припадници асварана који су имали врхунску храброст, карактер и коњичке вештине добијали су почасне наруквице, евидентиране у исламским изворима као сувари, а носилац се звао мусавар.

## Елитни Асваран
Асваран сардар су били високи официри који су били задужени за асваран, њихов положај је био толико висок у сасансидком друштву да су одговарали само Еран-Спахбеду (врховни командант) и самом шаханшаху. Добро би их чувала тешка коњаница у стилу катафакта. Дужност пост асваранског сардара обављао је члан породице Михран-Пахлав. Делови асваранске јединице били су високо рангирани, укључујући Пуштигбанске телохранитеље, супер тешку шок-коњицу, који су били краљевски стражари самог шаха. Утицајна асваранске коњица углавном се састојала од тешко оклопљене коњице, углавном састављене од аристократије или чак из саме царске породице. Међу њима је такође било и елитних заповедника. Ови делови асваранских пукова чувани су као резерве.

## Након пада Сасанидског царства
Већина асбарана распуштена је након што је претрпела пораз и освајање током муслиманског освајања Персије. Међутим, неколико фракција асбарана, од којих је сваку водило различити вођа, прешли су на арапску страну како би сачували свој статус и богатство. Ове асбаранске фракције настаниле су се на разним местима на новооснованим муслиманским територијама, од којих свака постаје позната по неколико имена, од којих је најпознатија и најистакнутија фракција асавира, која се под њиховим вођом Сијахом настанила у новооснованом насељу Басра.